# Associação Desportiva Ovarense
A Associação Desportiva Ovarense (A.D.O.) MMO é um clube de Portugal, com sede na cidade de Ovar (Distrito de Aveiro).
Com uma assinalável história desportiva em várias modalidades, a Associação Desportiva Ovarense compete atualmente em futebol (AFA) e basquetebol (LPB).
Nas modalidades femininas, destacam-se o futebol (CNFF) e o basquetebol (CNLF).
Apesar de ambas as modalidades partilharem a denominação Associação Desportiva Ovarense, a secção de Basquetebol tornou-se num clube autónomo, em 24 de Abril de 1996, com a constituição da ADO - Basquetebol da Associação Desportiva Ovarense.

## História

### Fundação
A Associação Desportiva Ovarense foi fundada em 19 de dezembro de 1921, por iniciativa de um grupo de vareiros e com o apoio de duas instituições de Ovar: O Orfeão de Ovar e o Ovar Sporting Club. Em conjunto, estas conseguiram amealhar a quantia de 530 escudos, tendo ainda sido cedido o campo de jogos onde este último jogava, conhecido como "Campo da Cadeia" (uma vez que era localizado em frente ao estabelecimento prisional que existia na época, em Ovar).
A primeira direção do Clube tomou posse a 2 de janeiro de 1922, presidida por José Dias Simão. Nos Estatutos, redigidos por Afonso Abragão (também autor do emblema), foi fixada a quota de mensal de 1,50 escudos. 
A primeira formação da A.D.O. apresentava-se com um equipamento completamente branco, e a maioria dos seus atletas era oriunda do Ovar Sporting Club. Em 22 de novembro de 1922, a equipa apresentou-se em campo pela primeira vez com as atuais listas horizontais alvi-negras, já com o emblema de Afonso Abragão, num jogo contra o Sporting Clube de Coimbrões.

### Décadas de1920a1990

#### 1927 - Os "Onze Verdes"
Após um jogo conflituoso em Aveiro, contra o Galitos F. C., a A.D.O. defrontou novamente os aveirenses na semana seguinte no seu Recinto da Cadeia. O jogo apenas durou 10 minutos, tendo sido interrompido após uma falta sobre um dos jogadores da equipa visitante. Os ânimos na bancada exaltaram-se, chegando mesmo a ocorrer uma invasão de campo e intervenção policial, com disparo de tiros.
Este incidente foi severamente punido pela AF Aveiro, que proibiu a A.D.O. de praticar futebol durante dois anos.
De forma a contornar esta interdição, a A.D.O. competiu durante esse período sob o nome "Onze Verdes", equipando de camisola verde.

#### 1930 - Inauguração do Parque de Oliveirinha
A partir 1930, a A.D.O. passou a competir no terreno onde atualmente se encontra o seu estádio, conhecido na altura por "Parque de Oliveirinha". Este terreno era propriedade de Francisco Marques da Silva, que era na altura o presidente do clube.
A inauguração do recinto teve lugar em 6 de abril de 1930, num jogo contra o Galitos F. C., no qual a A.D.O. foi derrotada pelo resultado de 2-5.
O Parque de Oliveirinha foi considerado, aquando a sua fundação, o "mais moderno do Distrito", com "dois balneários e vestiários", "duas salas e instalações sanitárias", um "court de ténis" um "ringue de patinagem", "duas avenidas arborizadas" e uma "esplanada com bufete".

#### 1931 - Conquista do Campeonato Distrital de Aveiro

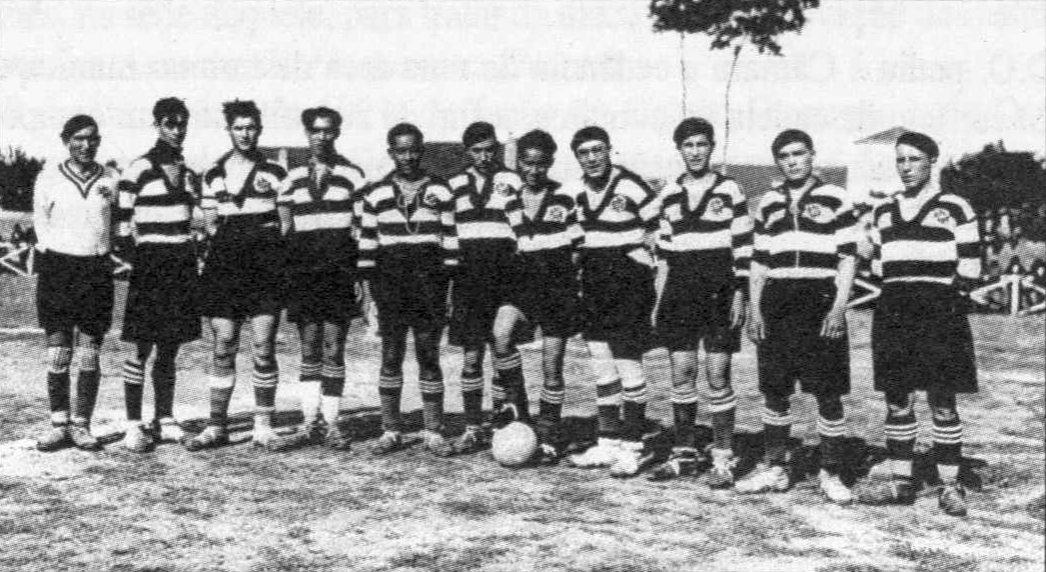
Equipa campeã do Campeonato Distrital de Aveiro, na temporada 1930-1931.

Na temporada 1930-1931, A A.D.O. conquistou, pela primeira vez, o Campeonato Distrital de Aveiro, num jogo em Ovar, contra o Sporting Clube de Espinho, que derrotou por 2- 1.
Até ao final da década de 30, viria a repetir esta proeza por mais quatro vezes: 1932/1933, 1934/1935, 1935/1936 e 1938/1939.
Nas épocas 1938/1939 e 1940/1941, a A.D.O conquistou o Campeonato da Província da Beira Litoral.

#### 1950 - Conquista do Campeonato Nacional da III Divisão
Na temporada 1949-1950, a A.D.O. conquistou pela 6ª vez o Campeonato Distrital de Aveiro (ora denominado "Torneio Regional de Aveiro").
Em 23 de abril de 1950, sagra-se Campeão Nacional da III Divisão, subindo consequentemente à 2ª Divisão.
Em 18 de maio do mesmo ano, um incêndio na sede da A.D.O. (na altura, localizado num edifício onde se encontra atualmente o "Café Ovarense", na rua Cândido dos Reis) destruiu completamente estas instalações. Neste incêndio, perderam-se todos os bens da A.D.O., incluindo mobiliário, taças, livros de atas e restante espólio histórico.
Em solidariedade com o Clube, o Benfica disputou um jogo de futebol contra a A.D.O., em Ovar, no dia 29 de maio, que terminou com uma vitória benfiquista, por 3 - 4.

#### 1954 - Inauguração do Estádio Marques da Silva

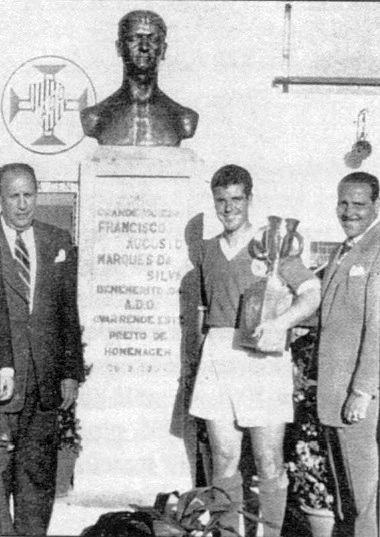
Busto de Marques da Silva, aquando o seu descerramento, na inauguração do Estádio da A.D.O.

Em 20 de setembro de 1954, o Parque da Oliveirinha foi oficialmente renomeado e inaugurado como Estádio Marques da Silva, em homenagem ao antigo dirigente e primeiro Presidente Benemérito Francisco Marques da Silva. A este ilustre ovarense a A.D.O. deveu a construção do seu recinto desportivo e a reestruturação do Clube, após o conturbado período de suspensão (1927-1929) que quase levou à extinção dos Alvinegros.
Em homenagem a esta ilustre figura ovarense, foi organizado um grande dia de festividades, que contou com amigável entre o Benfica e a A.D.O., que os visitantes venceram, por 3 - 6.
Foi ainda descerrado um busto de Francisco Marques da Silva, da autoria da artista Maria Lúcia Marques Maia e oferta da empresa ovarense Rabor, Lda.

#### 1972 - Inauguração do Pavilhão Gimnodesportivo
Em 30 de junho de 1972, a A.D.O. inaugurou oficialmente o seu Pavilhão Gimnodesportivo. Estas instalações serviram de palco a diversas modalidades do clube, incluindo a prestigiada equipa de basquetebol, até à inauguração da moderna Arena Dolce Vita. Atualmente, jogam nele as camadas jovens de basquetebol da A.D.O.
O complexo desportivo renomeado como "Pavilhão Raimundo Rodrigues", em 19 de novembro de 1990, em homenagem ao seu antigo dirigente.

#### 1991 - Conquista do Campeonato da 2ª Divisão B
Na época 1990/1991, a A.D.O. sagrou-se Campeão Nacional da 2ª Divisão B, o maior feito desportivo da sua história, até então, nesta modalidade.
O título foi conquistado em 9 de junho de 1991, com uma vitória de 5 - 0 contra o Olhanense.
A Câmara Municipal de Ovar assinalou a conquista do clube com a atribuição da Medalha de Ouro de Mérito Municipal (Desporto).

### Crise financeira e atualidade
Após participações regulares na Liga de Honra, problemas financeiros condicionaram fortemente a época 2005-2006 e chegaram a colocar em risco a própria participação nesta competição, com vários jogadores a exigir o pagamento de salários em atraso. Apesar de, numa primeira fase, a A.D.O. conseguir regularizar esta situação, a equipa terminou a época na zona de despromoção e foi relegada ao terceiro escalão do Campeonato de Futebol Português.
No final da época 2005-2006, a insustentável situação financeira do clube, levou à sua insolvência e ameaçou o seu património, chegando na altura a existir planos para a construção de uma superfície comercial no terreno do estádio, o que não chegou a acontecer.
Ultrapassado os problemas financeiros, em 2008, a Ovarense regressou novamente à competição, fazendo-se representar atualmente com 9 equipas de formação e 2 equipas seniores (futebol masculino e feminino).
Em 28 de abril de 2019, a equipa de Seniores Masculinos garantiu a subida ao Campeonato SABSEG. (principal escalão da AF Aveiro) na temporada 2019-2020 
A equipa de Seniores Femininos conquistou a Taça Distrito de Aveiro feminina, em 2 de junho de 2019, pela primeira vez na sua história, vencendo o Cucujães por 4-0.

## Campeonatos Disputados
|                       | Nº Presenças | Títulos |
| --------------------- | ------------ | ------- |
| Temporadas na 1ª      | 0            | 0       |
| Temporadas na 2ª      | 10           | 0       |
| Temporadas na 2ªB     | 21           | 2       |
| Temporadas na 3ª      | 26           | 1       |
| Taça de Portugal      | 29           | 0       |
| Taça da Liga          | 0            | 0       |
| Supertaça de Portugal | 0            | 0       |

## Classificações (Seniores Masculinos)
|                              | I | II  | III | IV | V   | VI  | VII | Pts    | J  | V  | E  | D  | G.M. | G.S. | Diff. | obs.                              |
| 2019-2020                    |   |     |     |    |     |     |     |        |    |    |    |    |      |      |       |                                   |
| 2018-2019[carece de fontes?] |   |     |     |    |     | 2º  |     | 79 pts | 34 | 25 | 4  | 5  | 80   | 34   | +46   |                                   |
| 2017-2018[carece de fontes?] |   |     |     |    | 16º |     |     | 30 pts | 34 | 8  | 6  | 20 | 30   | 52   | -22   |                                   |
| 2016-2017[carece de fontes?] |   |     |     |    |     | 1º* |     | 64 pts | 24 | 21 | 1  | 2  | 73   | 21   | +52   | *1º Class. no Playoff de Promoção |
| 2015-2016[carece de fontes?] |   |     |     |    |     | 8º  |     | 52 pts | 32 | 16 | 4  | 12 | 63   | 55   | +8    |                                   |
| 2014-2015[carece de fontes?] |   |     |     |    | 18º |     |     | 13 pts | 34 | 3  | 4  | 27 | 26   | 109  | -83   |                                   |
| 2013-2014[carece de fontes?] |   |     |     |    |     | 1º* |     | 74 pts | 30 | 23 | 5  | 2  | 119  | 30   | +89   | *3º Class. no Playoff de Promoção |
| 2012-2013[carece de fontes?] |   |     |     |    |     | 2º* |     | 54 pts | 24 | 17 | 3  | 4  | 76   | 24   | +52   | *3º Class. no Playoff de Promoção |
| 2011-2012[carece de fontes?] |   |     |     |    |     | 7º  |     | 40 pts | 24 | 12 | 4  | 8  | 50   | 26   | +24   |                                   |
| 2010-2011[carece de fontes?] |   |     |     |    | 17º |     |     | 21 pts | 34 | 7  | 0  | 27 | 28   | 102  | -74   |                                   |
| 2009-2010                    |   |     |     |    |     | 1º  |     | 58 pts | 23 | 18 | 4  | 1  | 66   | 23   | +43   |                                   |
| 2008-2009                    |   |     |     |    |     |     | 1º  | 79 pts | 30 | 25 | 4  | 1  | 96   | 27   | +69   |                                   |
| 2005-2006                    |   | 17º |     |    |     |     |     | 25 pts | 34 | 6  | 7  | 21 | 36   | 72   | -36   |                                   |
| 2004-2005                    |   | 12º |     |    |     |     |     | 41 pts | 34 | 11 | 8  | 15 | 40   | 51   | -11   |                                   |
| 2003-2004                    |   | 9º  |     |    |     |     |     | 44 pts | 34 | 11 | 11 | 12 | 52   | 55   | -3    |                                   |
| 2002-2003                    |   | 8º  |     |    |     |     |     | 46 pts | 34 | 13 | 7  | 14 | 49   | 48   | +1    |                                   |
| 2001-2002                    |   | 14º |     |    |     |     |     | 40 pts | 34 | 10 | 10 | 14 | 42   | 52   | -10   |                                   |
| 2000-2001                    |   | 11º |     |    |     |     |     | 41 pts | 34 | 12 | 5  | 17 | 42   | 53   | -11   |                                   |
| 1999-2000                    |   |     | 1º  |    |     |     |     | 78 pts | 38 | 22 | 12 | 4  | 77   | 37   | +40   |                                   |
| 1998-1999                    |   |     | 6º  |    |     |     |     | 53 pts | 34 | 3  | 6  | 25 | 25   | 88   | -63   |                                   |
| 1997-1998                    |   |     | 8º  |    |     |     |     | 51 pts | 34 | 14 | 9  | 11 | 33   | 32   | +1    |                                   |
| 1996-1997                    |   |     | 7º  |    |     |     |     | 50 pts | 34 | 12 | 14 | 8  | 39   | 34   | +5    |                                   |
| 1995-1996                    |   | 18º |     |    |     |     |     | 15 pts | 34 | 3  | 6  | 25 | 25   | 88   | -63   |                                   |
| 1994-1995                    |   | 8º  |     |    |     |     |     | 35 pts | 34 | 13 | 9  | 12 | 37   | 41   | -4    |                                   |
| 1993-1994                    |   | 7º  |     |    |     |     |     | 33 pts | 34 | 11 | 11 | 12 | 43   | 43   | 0     |                                   |
| 1992-1993                    |   | 6º  |     |    |     |     |     | 36 pts | 34 | 11 | 14 | 9  | 42   | 37   | +5    |                                   |
| 1991-1992                    |   | 13º |     |    |     |     |     | 31 pts | 34 | 9  | 13 | 12 | 38   | 42   | -4    |                                   |
| 1990-1991                    |   |     | 1º  |    |     |     |     | 59 pts | 38 | 26 | 7  | 5  | 80   | 24   | +56   |                                   |

## Palmarés

### (Seniores Masculinos)
- Campeonatos da 2ª Divisão B: 1990/91 e 1999/00[33]
- Campeonato da 3ª Divisão: 1949/50
- Campeonato Regional de Aveiro: 1930/31, 1932/33, 1934/35, 1935/36, 1938/39 e 2008/09
- Campeonato de Elite AF Aveiro: 1980/81, 1970/71, 1954/55, 1949/50
- 2º Divisão da AF Aveiro: 2016-2017

### (Seniores Femininos)
- Taça Distrito de Aveiro Feminina: 2018/2019[31][32]

## Presidentes
Lista dos Presidentes da Associação Desportiva Ovarense:
- 1922 - José Dias Simões
- 1923 - José Augusto Lopes Fidalgo
- 1924 - Joaquim Correia Dias
- 1925 - José Augusto Lopes Fidalgo
- 1926 a 1927 - António Coentro de Pinho
- 1928 - José Afrânio de Sousa Lamy
- 1929 a 1933 - Francisco Marques da Silva
- 1934 - Jaime Victor Vieira Soares
- 1935 - Guilherme Lopes
- 1936 - António Lúcio Pinto da Gama
- 1937 a 1945- António Coentro de Pinho
- 1946 - João da Silva Bonifácio
- 1949 - José Vaz de Castro Sequeira Vidal
- 1950 a 1952 - António da Silva Bonifácio
- 1952 a 1953 - Manuel da Silva Pereira
- 1953 a 1954 - David Moreira de Almeida
- 1955  a 1956- João Evangelista Loureiro
- 1956 a 1959 - Manuel Francisco da Silva
- 1959 a 1960 - David Moreira de Almeida
- 1960 a 1963 - José da Silva Borges
- 1963 a 1964 - Justino Oliveira Rodrigues
- 1964 a 1965 - Manuel Gomes Oliveira Reis
- 1965 a 1966 - Abílio António Vieira
- 1966 a 1968 - Francisco Correia de Almeida
- 1968 a 1972 - Fernando Raimundo Rodrigues
- 1972 a 1973 - Eduardo Moreira Duarte
- 1973 a 1974 - Fernando Raimundo Rodrigues
- 1974 a 1975 - Carlos Alberto dos Reis Pessoa Amaral
- 1975 a 1976 - Fernando Raimundo Rodrigues
- 1976 a 1977 - Luís José Lopes Vieira
- 1977 a 1978 - Francisco Picado da Silva Brandão
- 1978 a 1979 - Fernando Raimundo Rodrigues
- 1979 a 1980 - António J. Merêncio
- 1980 a 1982 - Francisco Rodrigues Farinhas
- 1982 a 1983 - Luís José Lopes Vieira
- 1983 a 1985 - Fernando Raimundo Rodrigues
- 1985 a 1987 - Luís José Lopes Vieira
- 1987 a 1988 - A. Sousa e Castro
- 1988 a 1995 - Leonardo Couto Azevedo
- 1995 - José Eduardo Oliveira

## Basquetebol
A equipa de Basquetebol da Associação Desportiva Ovarense é a secção que representa o clube e a cidade em competições profissionais nacionais e internacionais desta modalidade.